# Drew Holland
Drew Lucas Holland (* 11. April 1995 in Berkeley, Kalifornien) ist ein Wasserballspieler aus den Vereinigten Staaten. Er gewann 2024 die olympische Bronzemedaille. Im Jahr zuvor siegte er mit dem Team der Vereinigten Staaten bei den Panamerikanischen Spielen.

## Sportliche Karriere
Der 1,95 Meter große Drew Holland graduierte an der Stanford University und spielte für deren Sportteam. 2024 war der Torhüter als Profi in Griechenland tätig.
Holland spielte ab 2017 in der Nationalmannschaft. Bei der Weltmeisterschaft 2017 war er zweiter Torhüter hinter McQuin Baron. Das US-Team belegte den 13. Platz. Zwei Jahre später kam die Mannschaft auf den neunten Platz bei der Weltmeisterschaft 2019. Bei den erst 2021 ausgetragenen Olympischen Spielen in Tokio war Drew Holland zweiter Torhüter hinter Alex Wolf. Die Mannschaft aus den Vereinigten Staaten verlor im Viertelfinale mit 8:12 gegen die Spanier und belegte letztlich den sechsten Platz.
Ab 2022 war Holland zweiter Torhüter hinter Adrian Weinberg. Auf einen sechsten Platz bei der Weltmeisterschaft 2022 folgte der siebte Platz bei der Weltmeisterschaft 2023. Bei den Panamerikanischen Spielen 2023 siegte das US-Team vor den Brasilianern. 2024 erreichte die US-Mannschaft bei der Weltmeisterschaft 2024 nur den neunten Rang. Bei den Olympischen Spielen in Paris belegte das US-Team den dritten Platz in seiner Vorrundengruppe. Im Viertelfinale gewann das Team im Penaltyschießen gegen die Australier. Nach einem 6:10 im Halbfinale gegen Serbien bezwang die Mannschaft aus den Vereinigten Staaten im Spiel um Bronze die Ungarn im Penaltyschießen, nachdem es am Ende der regulären Spielzeit 8:8 gestanden hatte. Drew Hollands Einsatzzeit im Olympischen Turnier belief sich auf viereinhalb Minuten im Vorrundenspiel gegen Griechenland.